# Соколов, Александр Серапионович
Алекса́ндр Серапио́нович Соколо́в (1840 — до 1915) — член III Государственной думы от Ярославской губернии, священник, педагог.

## Биография
Сын и внук священников. Отец  - священник Серапион Васильевич Соколов. 
По окончании Ярославской духовной семинарии был назначен преподавателем Яранского духовного училища. В 1865 г. рукоположен в иерея. Состоял учителем Ярославского духовного училища.
Священствовал в Романове-Борисоглебске и, следом за дедом и отцом, в селе Воскресенском-Поречье Угличского уезда. Занимался христианским просвещением. В течение шести лет был председателем церковно-приходского попечительства, устроил две церковно-приходские школы (мужскую и женскую) и одну земскую. Был попечителем и законоучителем церковно-приходской школы, а также наблюдателем церковно-приходских школ 6-го округа Угличского уезда. В течение 25 лет избирался депутатом-благочинным. 
В 1907 году был избран членом III Государственной думы от Ярославской губернии. Входил во фракцию умеренно-правых, с 3-й сессии — в русскую национальную фракцию. Состоял членом комиссий: распорядительной, по вероисповедным вопросам, о гимназиях и подготовительных училищах.

## Семья
- Сестра — Серафима, жила в Ярославле.
- Сестра — Алла.
- Брат — Алексей, священник Иоанно-Предтеченской церкви в Ростове.
- Жена — Александра Александровна (1846-28.11.1915).
- Сын — Дмитрий (1864 — ?), священник Толгской церкви в Ростове[3]..
- Сын — Евгений (1878 или 1881 — ?), ветеринар, жил в Ростове, вторым браком был женат на Вере Константиновне Мальгиной.
- Дочь — Мария, умерла в Ленинграде в блокаду.
- Сын — Иван, жил в Казани.
- Дочь — Прасковья, служила учительницей в Воскресенской школе (на 1900 год).
- Племянник — Серапион Алексеевич Соколов (27.02.1876-1.02.1963), автор дневника, в котором упоминает о своем дяде[4][5][6].

## Награды
- золотой наперсный крест с драгоценными украшениями (1900).